# 森本平
森本平（もりもと たいら、1964年11月22日（60歳） - 　）は、日本の歌人。歌誌「開耶」発行人。

## 人物
東京都出身。祖父は万葉学者の森本治吉、母は歌人の槇弥生子という家系に生まれる。
1978年に歌誌「醍醐」に入会し、母に師事。1984年、國學院大學文学部入学。在学中「國學院短歌」に参加。同大学院博士後期課程満期退学。阿部正路に師事。修士論文のテーマは「近代幻想小説論」。1989年に第一歌集『空を忘れず』を出版。1995年、「砦」創刊に参加。1997年の第三歌集『モラル』を出版した際は、「草葉の陰で祖父が泣いてるぞ」などといったような「暖かい励ましのお手紙」を多数受けたという。2001年、「『戦争と虐殺』後の現代短歌」で第19回現代短歌評論賞を受賞。
かつて聖学院高校で現代文の講師を務め、その教え子に講談師の6代目神田伯山がいる。「短歌界は萎んでいるから、他のジャンルと対抗して闘っていくには激しいものを見せていく必要がある」としてあえて過激な短歌を作り異端児扱いされていた森本の姿勢は、伯山に影響を与えたという。伯山とは後に、「この人に逢わせて喜ばせたい!逢喜利」（中京テレビ放送、2019年2月5日放送分、当時の名は神田松之丞）に出演して再会を果たしているほか、短歌ムック「ねむらない樹」vol.6（書肆侃侃房）にて対談している。枡野浩一は「短歌界の高橋源一郎」と形容したことがある。

## 著書
- 『空を忘れず』 (新鋭歌人シリーズ) (醍醐叢書） 牧羊社, 1989
- 『橋を渡る 森本平歌集』(醍醐叢書） 本阿弥書店, 1994
- 『モラル』ながらみ書房,1997
- 『個人的な生活』(ポエジー21) 北冬舎, 1999
- 『森本平集』(セレクション歌人） 邑書林, 2004
- 『町田コーリング 歌集』 (開耶叢書） 六花書林, 2006
- 『讒謗律 歌集』 (21世紀歌人シリーズ) (開耶叢書）  KADOKAWA, 2015